# قلی شیخی
قلی شیخی (زاده ۲۸ بهمن ۱۳۳۰ ایذه - درگذشته ۲۸ آبان ۱۳۹۳) سیاست‌مدار و روزنامه‌نگار ایرانی بود، که در دوره دوم مجلس شورای اسلامی به‌عنوان نماینده حوزهٔ انتخابیهٔ ایذه، از استان خوزستان در مجلس شورای اسلامی حضور داشت. وی مدیر مسئول روزنامه توسعه بود.